# Nazinská tragedie

Mapa okolí ostrova Nazino

Nazinská tragedie – v roce 1933 bylo na opuštěný Nazinský ostrov na řece Ob poblíž vesnice Nazino  v alexandrovském okrese v Tomské oblasti v rámci deportační kampaně vysazeno bez jídla, ubytování,  jakéhokoliv náčiní nebo nářadí asi 6100 lidí. Hladovění, nemoci a pokusy o útěk snížily počet přeživších na 2200 během třinácti týdnů. Existují desítky zdokumentovaných případů kanibalismu.

## Historie
V letech 1932–1933 byli v souvislosti se zavedením pasového systému násilně vystěhováni z velkých měst občané, kteří byli uznáni jako „deklasovaný živel“. Tito lidé byli posláni do dříve vytvořených zvláštních osad pro „vyvlastněné“. Ve skutečnosti, jak vyplývá z dokumentů  vyšetřování okolností toho, co se stalo, byli zadrženi nejen ti, kteří byli vystěhováni, ale i další, hlavně přímo na ulici, na veřejných místech a v dopravních prostředcích. (vlaky, tramvaje, nádraží). Jako lidé bez dokladů totožnosti byli zadržováni i ti kteří měli doklady u sebe, včetně pracovníků na cestě do práce nebo z práce.
Operativní práce se zadrženými nebyly prováděny, nebyly provedeny výslechy ani identifikační opatření, nebyly sepsány protokoly o zadržení, zadržení byli okamžitě eskortováni k nákladním autům a byli odvezeni přímo do železničních vlaků, k přepravě na Sibiř. Pouliční akce měly charakter hromadné akce, nedocházelo ke koordinaci snah vojenských oddílů s policií, tudíž k následným excesům při zadržování. Rozsah událostí byl takový, že mezi zadrženými byli i tajní důstojníci, kteří byli dříve oceněni za svou činnost, dokonce i blízcí příbuzní důstojníků Sjednocené státní politické správy zkratka OGPU (rusky Объединённое государственное политическое управление) – tyto argumenty byly četami ignorovány ze zásady „oni na to přijdou“. Během roku 1933 měly být deportovány až 2 miliony lidí do oblastí severního Narymuu a severního Kazachstánu – 1 milion lidí do každého regionu.
Také podle výnosu Rady lidových komisařů SSSR z 11. března 1933 bylo orgánům OGPU a lidovým komisariátům svazových republik nařízeno zahájit okamžité zahájení deportace do zvláštních osad. Např. na Ukrajině, na severním Kavkaze, v centrální černozemské oblasti a na území Dolního Povolží muselo být více než 80 tisíc lidí, odsouzených až na tři roky, odvezeno do nově organizovaných zvláštních osad.
V polovině května  byli deportovaní vyloděni na Nazinském ostrově. Již od prvních dnů začali deportovaní, oslabení dlouhou cestou (tři týdny) a nedostatkem jídla, umírat hlady. Je také nutné si představit podmínky v místě jejich zadržení, kromě nevybudovaného stanového tábora a absence jakékoli infrastruktury: silný vítr, vysoká vlhkost a vlhkost půdy za každého počasí (ohyb řeky), hojnost krev sajícího hmyzu, klíšťata, nedostatek jedlých kořenů a bobulové flóry.
První várka „dělníků“ (5917 lidí) byla vysazena na neobydleném ostrově naproti vesnici Nazino 19. května 1933. Z velké části to byli zesláblí, vychrtlí, polooblečení lidé. Během několika dní byly na ostrově postaveny čtyři stany pro nejoslabenější a nemocné osadníky, do jednoho z nich byli umístěni pacienti s podezřením na tyfus. Vlivem chladného počasí s větrem a sněhem a také akcí kriminálních živlů bylo do 21. května 1933 nalezeno 70 mrtvol po celém ostrově. Pět z nich mělo vyříznuté měkké části těla a také játra, srdce a plíce. Tři lidé byli dopadeni při činu. V jednom ze stanů byl organizován výdej dávek ve složení: 500 g chleba, 32 g cereálií, 13 g cukru, sůl. Těhotné ženy nalezené na ostrově byly převezeny do vesnice Nazino.
V létě 1989 členové spolku Tomsk Memorial nechali  údaje o tomto místě zanést do rejstříků Ministerstva kultury a od té doby je ostrov předmětem ruského historického dědictví.